# 제니퍼 로페즈
제니퍼 로페즈(Jennifer Lopez, 1969년 7월 24일 ~ )는 미국의 배우, 가수, 댄서, 패션 디자이너, 영화 감독이다. 1991년에는 《In Living Color》에서 플라이걸 댄서로 출연하면서 많은 사람들의 이목을 끌었다. 로페즈는 배우로 본격적인 활동을 시작한 1993년까지 플라이걸로 고정출연했다. 로페즈는 1997년 싱어송라이터 셀레나의 전기를 다룬 영화 《셀레나》에서 처음으로 주연을 맡았다. 이후 《아나콘다》(1997), 《표적》(1998)에 주연으로 출연했다. 1999년에는 데뷔 앨범 《On the 6》를 발매하면서 가수 활동도 시작했다.
로페즈 두 번째 정규 앨범 《J.Lo》 발매와 동시에 2001년 영화 《웨딩 플래너》에 출연했는데, 영화 박스오피스 1위와 빌보드 200 1위를 동시에 한 최초의 연예인이 되었다. 2002년에는 리믹스 앨범 《J to tha L–O! The Remixes》를 발매해 리믹스 앨범으로는 최초로 빌보드 200 1위로 데뷔했다. 이후 세 번째와 네 번째 정규 앨범 《This Is Me... Then》(2002)과 《Rebirth》(2005)를 발매함과 《러브 인 맨하탄》(2002), 《쉘 위 댄스?》(2004)에 출연한 이후 배우 활동에 집념하기 위해 음악 활동은 잠시 휴식을 가지기로했다. 2007년 다섯 번째 정규 앨범 Como Ama una Mujer》를 발매하면서 가수 활동을 재개했고, 미국에서 발매 첫 주 가장 높은 판매량을 올린 스페인어 앨범이라는 기록을 세웠다. 같은 해 발매한 여섯 번째 정규 앨범 《Brave》를 발매 한 이후 상업적으로 크게 실패한다. 2011년 《아메리칸 아이돌》에서 심사위원으로 활동 하면서 로페즈는 일곱 번째 정규 앨범 《Love?》를 발매했다. 앨범의 리드 싱글 〈On the Floor〉는 세계적으로 성공을 거뒀고, 언론들의 주목을 다시 받기 시작했다.
로페즈의 대중적 이미지와 사생활은 전 세계 언론으로부터 큰 관심을 받고있다. 로페즈와 배우 오자니 노아의 결혼 이후 노아는 1997년 신혼 첫날 밤 동영상을 판매하려했고, 소송을 통해 해결했다. 결혼 중 디디와 사귀기도 했는데, 2000년 그래미 상에서 로페즈와 동행했다. 로페즈는 《포브스》에 의하면 할리우드 사상 최고로 부유한 라틴계 인사로 선정된 적있다. 또한 《타임》이 선정한 "가장 영향력 있는 히스패닉계 미국인 25인" 가운데 한 명으로 꼽힐정도로 미국에서 영향력있는 연예인이다.

## 출연 작품
| 연도   | 제목                   | 원제                | 역할                   |
| 2023년 | 《내 이름은 마더》     | The Mother          |                        |
| 2022년 | 《샷건 웨딩》          | Shotgun Wedding     | 달시                   |
| 2022년 | 《메리 미》            | Marry Me            | 카탈리나 "캣" 발데스   |
| 2019년 | 《허슬러》             | Hustlers            | 라모나                 |
| 2014년 | <파커>                 |                     |                        |
| 2006년 | 《보더타운》           | Bordertown          | 로렌 프레데릭스        |
| 2005년 | 《끝나지않은 인생》    | An Unfinished Life  | 진 길키슨              |
| 2005년 | 《퍼펙트 웨딩》        | Monster-in-Law      | 샤롯테 찰리 칸티리니   |
| 2004년 | 《셜 위 댄스?》        | Shall We Dance?     | 폴리나                 |
| 2004년 | 《저지 걸》            | Jersey Girl         | 커트루드 스타이니      |
| 2003년 | 《갱스터 러버》        | Gigli               | 리키                   |
| 2002년 | 《러브 인 맨하탄》     | Maid in Manhattan   | 마리사 벤투라          |
| 2002년 | 《이너프》             | Enough              | 슬림 힐러              |
| 2001년 | 《엔젤 아이즈》        | Angel Eyes          | 새론 포그              |
| 2001년 | 《웨딩 플래너》        | The Wedding Planner | 메리 피오레            |
| 2000년 | 《더 셀》              | The Cell            | 카테린 딘              |
| 1998년 | 《개미》               | Antz                | 아즈테카 (목소리 출연) |
| 1998년 | 《조지 클루니의 표적》 | Out of Sight        | 카렌 시스코            |
| 1997년 | 《유 턴》              | U Turn              | 그레이스 맥케너        |
| 1997년 | 《아나콘다》           | Anaconda            | 테리 플로레스          |
| 1997년 | 《셀레나》             | Selena              | 셀레나 퀸타닐라 페레즈 |
| 1997년 | 《블러드 앤 와인》     | Blood and Wine      | 가브리엘라 "개비"      |
| 1996년 | 《잭》                 | Jack                | 미스 마르케즈          |
| 1995년 | 《머니 트레인》        | Money Train         | 그레이스 산티아고      |
| 1995년 | 《마이 패밀리》        | My Family           | 마리아 산체스 (20세기) |

## 음반 목록
| 정규 앨범 - 1999: On the 6 - 2001: J.Lo - 2002: This Is Me... Then - 2005: Rebirth - 2007: Como Ama una Mujer - 2007: Brave - 2011: Love? - 2014: A.K.A. - 2024: This Is Me… Now | 기타 앨범 - 2002: J to tha L-O!: The Remixes DVD - 2000: Feelin' So Good - 2003: Let's Get Loud - 2003: The Reel Me - 2007: Como Ama Una Mujer |

## 수상내역
- 1995년 'Independent Spirit Award' 수상 '마이 패밀리'
- 1997년 피플지 선정 '가장 아름다운 50인'
- 1999년 MTV 뮤직비디오상 'If You Had My Love'
- 2004년 왓카지노 선정 가장 섹시한 여성 4위
- 2005년 피플지 선정 '가장 아름다운 50인'
- 2007년 제57회 베를린 국제 영화제 앰네스티 예술가상
- 싸대기를 가장 많이 쳐맞은 연예인